# Нвоко, Чакс
Чакс Кайетан Нвоко (мальт. Chucks Kaejtan Nwoko; 21 ноября 1978, Лагос, Нигерия) — мальтийский футболист нигерийского происхождения, полузащитник. Брат Удочукву Нвоко.

## Биография
Лучшие годы карьеры провёл в мальтийской «Биркиркаре». Также играл за клубы «Марсашлокк», «Слима Уондерерс» и болгарский ЦСКА София. В 2008—2009 гг. играл в клубе «Корми».
Прожив долгое время на Мальте, получил гражданство этой страны и стал играть за её сборную. Всего сыграл 46 игр, единственный гол забил 12 февраля 2003 в ворота сборной Казахстана в товарищеском матче (2:2).
Сейчас является главным тренером юношеской команды «Бальцан Ювс» до 19 лет.

## Достижения
- Чемпион Мальты (2): 1999/00, 2005/06
- Обладатель Кубка Мальты (3): 2002, 2003, 2005
- Обладатель Суперкубка Мальты (4): 2002, 2003, 2004, 2005

## Личная жизнь
Его сын Кириан (р. 1997) также стал футболистом и выступает за сборную Мальты. 